# Качарава, Тимур Владимирович
Тиму́р Влади́мирович Качара́ва (21 августа 1985, военный городок, Киевская область — 13 ноября 2005, Санкт-Петербург) — музыкант, фотограф, антифашистский активист, один из организаторов движения «Еда вместо бомб» в Санкт-Петербурге. Убит вечером 13 ноября 2005 года в результате нападения членов неонацистской группировки.

## Биография
Тимур родился в семье полковника запаса Владимира Качарава и учительницы немецкого языка Ирины Качарава в гарнизонном городке недалеко от Чернобыля. В связи с переменой места службы отца семья несколько раз меняла место жительства.
С четырнадцати лет Тимур увлекался музыкой в стиле хардкор. В 2003 году он стал одним из создателей политизированной хардкор-группы Sandinista!, был её лидером и гитаристом (единственный альбом группы был записан уже после убийства Качаравы). Летом 2005 года в составе группы Distress он участвовал в турне по Швеции, где группа сыграла 5 концертов.
Тимур учился на 4-м курсе философского факультета Санкт-Петербургского государственного университета. Ещё в подростковом возрасте он заинтересовался философией хардкора — стал пацифистом, вегетарианцем, одежду покупал только в секонд-хенде (считал, что нельзя слишком много платить за «тряпки»).
Тимур был активным участником антифашистского и анархического сообщества Санкт-Петербурга, неоднократно участвовал в антифашистских демонстрациях. Он был одним из организаторов движения «Еда вместо бомб» в Санкт-Петербурге, участники которого готовили еду для бездомных и кормили их на Владимирской площади; в связи с этой деятельностью он получал угрозы от неонацистов.
Убит 13 ноября 2005 года. Похоронен на кладбище в пос. Стрельна под Санкт-Петербургом.

## Убийство и расследование

### Нападение
По словам свидетелей, 13 ноября 2005 года, около 19:00, на площади Восстания Санкт-Петербурга, у входа в магазин «Буквоед», на Качараву и его приятеля Максима Згибая напали несколько коротко стриженных молодых людей с ножами, которые кричали «Антиантифа». Качарава получил шесть ножевых ранений в шею, от которых скончался. Згибай, успевший забежать в торговый зал, получил черепно-мозговую травму и ранение грудной клетки и был госпитализирован в тяжёлом состоянии.
Смерть Качаравы вызвала большой общественный резонанс как убийство на почве нацизма и политических убеждений. Студентами университета было собрано более трёх тысяч подписей под петицией к В. В. Путину с требованием найти убийц. По факту убийства было возбуждено уголовное дело.
В декабре 2005 года были арестованы подозреваемые в совершении убийства, которые вскоре начали давать признательные показания. Однако организатор нападения не был задержан и был объявлен в федеральный розыск.

### Суд
31 июля 2007 года коллегия присяжных Городского суда Санкт-Петербурга вынесла вердикт, признав доказанным участие в нападении семи подсудимых. Один из подсудимых, Александр Шабалин, был признан виновным в убийстве Качаравы и нанесении ножевых ранений Згибаю.
7 августа 2007 года был вынесен приговор, четверо нападавших получили от 2 до 12 лет лишения свободы, трое получили условные сроки. Шабалин был приговорён к 12 годам лишения свободы в колонии строгого режима по статьям 105 УК РФ (убийство) и 282 УК РФ (возбуждение национальной, расовой или религиозной вражды). При этом все нападавшие были признаны виновными в возбуждении национальной, расовой или религиозной вражды. Заместитель прокурора города отметил: «Обвиняемые даже и не отрицают того, что были готовы напасть на любую группу антифашистов. Качарава и Згибай оказались наиболее удобными жертвами».
Обвинительный приговор по делу об убийстве Тимура Качаравы был назван правозащитниками самой значимой победой в российских судах в 2007 году.
В декабре 2018 года Смольнинским районным судом Санкт-Петербурга к 1,5 годам колонии общего режима был приговорён Александр Зенин, долгое время скрывавшийся от следствия и задержанный в феврале 2018 года. Он признался, что разработал план нападения; также, по данным следствия, он участвовал в нападении и нанёс Качараве удар ногой по голове. В результате Зенину было предъявлено обвинение по статье 282, часть 2.

## Память
В июне 2007 года в Санкт-Петербурге в творческом центре «ПикАрт» в рамках проекта «С миром по Питеру» проходила фотовыставка Тимура Качаравы. Выставка была названа по одной из фотографий, сделанной Тимуром за 3 месяца до гибели, на которой запечатлена надпись на стене «Don’t kill me I’m in love».
11 ноября 2007 года во многих городах России и других стран мира (Франция, США, Великобритания, Белоруссия, Украина, Литва, Румыния) прошли акции движения «Еда вместо бомб» памяти Тимура.
Место у входа в магазин «Буквоед» на площади Восстания стало местом проведения ежегодных акций памяти Тимура 13 ноября. Там же, 20 января 2009 года, началось шествие в память об убитых накануне в Москве Станиславе Маркелове и Анастасии Бабуровой.
13 ноября 2011 года активисты на Колокольной улице заклеили вывески с её названием надписями «улица Тимура Качаравы (бывшая Колокольная)».

### Памяти Тимура Качаравы
1. ↑  На Невском проспекте открылась фотовыставка Тимура Качаравы. REGNUM-Балтика (6 июня 2007). Дата обращения: 19 августа 2008. Архивировано 8 мая 2013 года.
2. ↑  Вчера состоялась международная акция памяти антифашиста Тимура Качаравы, убитого два года назад. «Новая газета» (12 декабря 2007). Дата обращения: 6 апреля 2022. Архивировано 12 ноября 2007 года.
3. ↑  Акция Food Not Bombs памяти Тимура Качаравы в Париже. «Индимедиа» (12 ноября 2007). Дата обращения: 19 августа 2008. Архивировано 7 апреля 2012 года.
4. ↑  Памяти Тимура Качаравы (недоступная ссылка — история). «ПолитПортал» (13 ноября 2007). Дата обращения: 19 августа 2008.
5. ↑  Сообщения «Эхо Москвы в Санкт-Петербурге» 13 ноября 2008: 9:27, 17:59 (недоступная ссылка), 20:22
6. ↑  «Я без Тимки как без рук»: что об убитом антифашисте Тимуре Качараве говорят его мать и петербуржцы, пришедшие на ежегодную акцию памяти // [[Бумага (интернет-издание)|Бумага]], 14.11.2012. Дата обращения: 1 марта 2020. Архивировано 1 марта 2020 года.
7. ↑  Портреты убитого антифашиста Качаравы поставили вдоль Лиговского. Его убийца два года как на свободе // [[Фонтанка.ру]], 13.11.2019. Дата обращения: 1 марта 2020. Архивировано 1 марта 2020 года.
8. ↑  В Петербурге в память о Маркелове и Бабуровой зажгут свечи. «Росбалт-Петербург» (20 января 2009). Дата обращения: 7 сентября 2009. Архивировано 7 апреля 2012 года.
9. ↑  Павел Колпаков, Друзья убитого антифашиста переименовали петербургскую улицу в его честь Архивная копия от 15 ноября 2011 на Wayback Machine // Мой район, 13.11.2011